# You're the Inspiration
You're the Inspiration è un singolo del gruppo rock statunitense Chicago, pubblicato nel 1984 ed estratto dall'album Chicago 17.
Il brano è stato scritto da Peter Cetera e David Foster e prodotto da quest'ultimo.

## Tracce
- 7"

1. You're the Inspiration
2. Once in a Lifetime